# Zimbabwe i olympiska sommarspelen 2008
Zimbabwe i olympiska sommarspelen 2008 bestod av 13 idrottare som blivit uttagna av Zimbabwes olympiska kommitté.

## Cylking
- Huvudartikel: Cykling vid olympiska sommarspelen 2008

### Mountainbike
Herrar
| Cyklist       | Gren         | Tid     | Placering |
| ------------- | ------------ | ------- | --------- |
| Antipas Kwari | Mountainbike | -6 varv | 48        |

## Friidrott
- Huvudartikel: Friidrott vid olympiska sommarspelen 2008

Förkortningar
- Noteringar – Placeringarna avser endast löparens eget heat
- Q = Kvalificerad till nästa omgång
- q = Kvalificerade sig till nästa omgång som den snabbaste idrottaren eller, i fältgrenarna, via placering utan att uppnå kvalgränsen.
- NR = Nationellt rekord
- N/A = Omgången ingick inte i grenen
- Bye = Idrottaren behövde inte delta i denna omgång

Herrar
Bana och landsväg
| Idrottare               | Gren     | Heat     | Heat      | Kvartsfinal | Kvartsfinal | Semifinal        | Semifinal        | Final            | Final            |
| Idrottare               | Gren     | Resultat | Placering | Resultat    | Placering   | Resultat         | Placering        | Resultat         | Placering        |
| ----------------------- | -------- | -------- | --------- | ----------- | ----------- | ---------------- | ---------------- | ---------------- | ---------------- |
| Lewis Banda             | 400 m    | 46.76    | 6         | i.u.        | i.u.        | Gick inte vidare | Gick inte vidare | Gick inte vidare | Gick inte vidare |
| Brian Dzingai           | 200 m    | 20.25    | 1 Q       | 20.23       | 1 Q         | 20.17            | 2 Q              | 20.22            | 4                |
| Mike Fokoroni           | Maraton  | i.u.     | i.u.      | i.u.        | i.u.        | i.u.             | i.u.             | 2:13:17          | 11               |
| Cuthbert Nyasango       | 10 000 m | i.u.     | i.u.      | i.u.        | i.u.        | i.u.             | i.u.             | DNF              | DNF              |
| Young Talkmore Nyongani | 400 m    | 45.89    | 6         | i.u.        | i.u.        | Gick inte vidare | Gick inte vidare | Gick inte vidare | Gick inte vidare |

Fältgrenar
| Idrottare           | Gren      | Kval    | Kval      | Final   | Final     |
| Idrottare           | Gren      | Distans | Placering | Distans | Placering |
| ------------------- | --------- | ------- | --------- | ------- | --------- |
| Ngonidzashe Makusha | Längdhopp | 8.14    | 5 Q       | 8.19    | 4         |

Damer
Bana & landsväg
| Tabitha Tsatsa | Maraton | 2:37:10 | 49 |

## Rodd
Damer
| Idrottare  | Gren          | Heat    | Heat      | Kvartsfinal | Kvartsfinal | Semifinal | Semifinal | Final   | Final     | Final |
| Idrottare  | Gren          | Tid     | Placering | Tid         | Placering   | Tid       | Placering | Tid     | Placering |       |
| ---------- | ------------- | ------- | --------- | ----------- | ----------- | --------- | --------- | ------- | --------- | ----- |
| Elana Hill | Singelsculler | 8:35,53 | 3 QF      | 8:20,84     | 6 SC/D      | 8:34,27   | 6 FE      | 8:09,94 | 25        |       |

## Simning
- Huvudartikel: Simning vid olympiska sommarspelen 2008

## Tennis
| Spelare    | Gren      | Omgång 1                  | Omgång 2          | Åttondelsfinaler  | Kvartsfinaler     | Semifinaler       | Final / BM        | Final / BM       |
| Spelare    | Gren      | Motståndare Poäng         | Motståndare Poäng | Motståndare Poäng | Motståndare Poäng | Motståndare Poäng | Motståndare Poäng | Placering        |
| ---------- | --------- | ------------------------- | ----------------- | ----------------- | ----------------- | ----------------- | ----------------- | ---------------- |
| Cara Black | Damsingel | Janković (SRB) L 3–6, 3–6 | Gick inte vidare  | Gick inte vidare  | Gick inte vidare  | Gick inte vidare  | Gick inte vidare  | Gick inte vidare |

## Triathlon
| Triathlet     | Gren                | Simning (1,5 km) | Trans 1 | Cykling (40 km) | Trans 2 | Löpning (10 km) | Total tid  | Placering |
| ------------- | ------------------- | ---------------- | ------- | --------------- | ------- | --------------- | ---------- | --------- |
| Chris Felgate | Herrarnas triathlon | 18:21            | 0:28    | 59:00           | 0:33    | 36:09           | 1:54:31,61 | 42        |